# Mistrovství Asie ve fotbale 1996
Mistrovství Asie ve fotbale 1996 bylo jedenácté mistrovství pořádané fotbalovou asociací AFC. Vítězem se stala saúdskoarabská fotbalová reprezentace.

## Kvalifikované týmy
Hlavní článek: Kvalifikace na Mistrovství Asie ve fotbale 1996
- SAE (hostitel)
- Japonsko (obhájce titulu)
- Čína
- Indonésie
- Írán
- Irák
- Jižní Korea
- Kuvajt
- Saúdská Arábie
- Sýrie
- Thajsko
- Uzbekistán

## Základní skupiny
| Vysvětlivky | Vysvětlivky                                                                                     |
| ----------- | ----------------------------------------------------------------------------------------------- |
|             | První dva týmy z každé skupiny a nejlepší dva týmy na třetích místech postoupily do čtvrtfinále |

### Skupina A
| Tým         | B | Z | V | R | P | VG | IG | +/- |
| ----------- | - | - | - | - | - | -- | -- | --- |
| SAE         | 7 | 3 | 2 | 1 | 0 | 6  | 3  | +3  |
| Kuvajt      | 4 | 3 | 1 | 1 | 1 | 6  | 5  | +1  |
| Jižní Korea | 4 | 3 | 1 | 1 | 1 | 5  | 5  | 0   |
| Indonésie   | 1 | 3 | 0 | 1 | 2 | 4  | 8  | -4  |

| 4. prosince 1996 16.45 |        |                   |                                                                                 |
| SAE                    | 1:1    | Jižní Korea       | Sheikh Zayed Stadium, Abú Dhabí diváci: 35 000 rozhodčí: Pirom Un-Prasert (THA) |
| K. Saad 40'            | Report | Hwang Sun-Hong 9' | Sheikh Zayed Stadium, Abú Dhabí diváci: 35 000 rozhodčí: Pirom Un-Prasert (THA) |

| 4. prosince 1996 18.45 |        |                                    |                                                                                |
| Indonésie              | 2:2    | Kuvajt                             | Sheikh Zayed Stadium, Abú Dhabí diváci: 15 000 rozhodčí: Jamal Al Sharif (SYR) |
| Putro 20' Wabia 40'    | Report | Al-Saqer 73' Bader Haji 84' (pen.) | Sheikh Zayed Stadium, Abú Dhabí diváci: 15 000 rozhodčí: Jamal Al Sharif (SYR) |

| 7. prosince 1996 16.45               |        |                    |                                                                                    |
| SAE                                  | 3:2    | Kuvajt             | Sheikh Zayed Stadium, Abú Dhabí diváci: 15 000 rozhodčí: Charles Massembe (Uganda) |
| Saeed 53' Al-Talyani 55' B. Saad 80' | Report | Al-Huwaidi 9', 44' | Sheikh Zayed Stadium, Abú Dhabí diváci: 15 000 rozhodčí: Charles Massembe (Uganda) |

| 7. prosince 1996 19.00                                  |        |                     |                                                                                   |
| Jižní Korea                                             | 4:2    | Indonésie           | Sheikh Zayed Stadium, Abú Dhabí diváci: 2 000 rozhodčí: Shamsul Maidin (Singapur) |
| Kim Do-Hoon 5' Hwang Sun-Hong 7', 15' Ko Jeong-Woon 55' | Report | Wabia 58' Putro 65' | Sheikh Zayed Stadium, Abú Dhabí diváci: 2 000 rozhodčí: Shamsul Maidin (Singapur) |

| 10. prosince 1996 16.45  |        |           |                                                                       |
| SAE                      | 2:0    | Indonésie | Sheikh Zayed Stadium, Abú Dhabí diváci: 10 000 rozhodčí: Lu Jun (CHN) |
| Saeed 15' Al-Talyani 64' | Report |           | Sheikh Zayed Stadium, Abú Dhabí diváci: 10 000 rozhodčí: Lu Jun (CHN) |

| 10. prosince 1996 19.00            |        |             |                                                                                   |
| Kuvajt                             | 2:0    | Jižní Korea | Sheikh Zayed Stadium, Abú Dhabí diváci: 3 000 rozhodčí: Mohd Nazri Abdullah (MAS) |
| Al-Huwaidi 60' Bashar Abdullah 87' | Report |             | Sheikh Zayed Stadium, Abú Dhabí diváci: 3 000 rozhodčí: Mohd Nazri Abdullah (MAS) |

### Skupina B
| Tým            | B | Z | V | R | P | VG | IG | +/- |
| -------------- | - | - | - | - | - | -- | -- | --- |
| Írán           | 6 | 3 | 2 | 0 | 1 | 7  | 3  | +4  |
| Saúdská Arábie | 6 | 3 | 2 | 0 | 1 | 7  | 3  | +4  |
| Irák           | 6 | 3 | 2 | 0 | 1 | 6  | 3  | +3  |
| Thajsko        | 0 | 3 | 0 | 0 | 3 | 2  | 13 | −11 |

| 5. prosince 1996 16.45                                                             |        |         |                                                                             |
| Saúdská Arábie                                                                     | 6:0    | Thajsko | Al-Maktoum Stadium, Dubaj diváci: 5 000 rozhodčí: Gamal Al-Ghandour (Egypt) |
| Al-Temawi 10' (pen.), 29' (pen.) Al-Mehallel 15', 54' Al-Muwallid 18' Al-Jaber 52' | Report |         | Al-Maktoum Stadium, Dubaj diváci: 5 000 rozhodčí: Gamal Al-Ghandour (Egypt) |

| 5. prosince 1996 19.00 |        |                                    |                                                                          |
| Írán                   | 1:2    | Irák                               | Al-Maktoum Stadium, Dubaj diváci: 15 000 rozhodčí: Masayoshi Okada (JPN) |
| Daei 90' (pen.)        | Report | Hussam Fawzi 37' Khalid Sabbar 69' | Al-Maktoum Stadium, Dubaj diváci: 15 000 rozhodčí: Masayoshi Okada (JPN) |

| 8. prosince 1996 16.45 |        |      |                                                                      |
| Saúdská Arábie         | 1:0    | Irák | Al-Maktoum Stadium, Dubaj diváci: 12 000 rozhodčí: Ali Bujsaim (UAE) |
| Al-Mehallel 26'        | Report |      | Al-Maktoum Stadium, Dubaj diváci: 12 000 rozhodčí: Ali Bujsaim (UAE) |

| 8. prosince 1996 19.00 |        |                                   |                                                                 |
| Thajsko                | 1:3    | Írán                              | Al-Maktoum Stadium, Dubaj diváci: 12 000 rozhodčí: Lu Jun (CHN) |
| Senamuang 80'          | Report | Saadavi 38' Minavand 54' Daei 70' | Al-Maktoum Stadium, Dubaj diváci: 12 000 rozhodčí: Lu Jun (CHN) |

| 11. prosince 1996 16.45 |        |                                |                                                                          |
| Saúdská Arábie          | 0:3    | Írán                           | Al-Maktoum Stadium, Dubaj diváci: 12 000 rozhodčí: Masayoshi Okada (JPN) |
|                         | Report | Daei 12' Bagheri 37' Azizi 47' | Al-Maktoum Stadium, Dubaj diváci: 12 000 rozhodčí: Masayoshi Okada (JPN) |

| 11. prosince 1996 19.00                        |        |                |                                                                                  |
| Irák                                           | 4:1    | Thajsko        | Al-Maktoum Stadium, Dubaj diváci: 3 000 rozhodčí: Kim Young-Joo (Korea Republic) |
| Haidar Mahmoud 17', 50' Laith Hussein 23', 63' | Report | Chalermsan 26' | Al-Maktoum Stadium, Dubaj diváci: 3 000 rozhodčí: Kim Young-Joo (Korea Republic) |

### Skupina C
| Tým        | B | Z | V | R | P | VG | IG | +/- |
| ---------- | - | - | - | - | - | -- | -- | --- |
| Japonsko   | 9 | 3 | 3 | 0 | 0 | 7  | 1  | +6  |
| Čína       | 3 | 3 | 1 | 0 | 2 | 3  | 3  | 0   |
| Sýrie      | 3 | 3 | 1 | 0 | 2 | 3  | 6  | −3  |
| Uzbekistán | 3 | 3 | 1 | 0 | 2 | 3  | 6  | −3  |

| 6. prosince 1996 16.45     |        |             |                                                                                        |
| Japonsko                   | 2:1    | Sýrie       | Tahnoun Bin Mohamed Stadium, Al Ain diváci: 10 000 rozhodčí: Mohd Nazri Abdullah (MAS) |
| Abbas 85' (vl.) Takagi 88' | Report | Jokhadar 8' | Tahnoun Bin Mohamed Stadium, Al Ain diváci: 10 000 rozhodčí: Mohd Nazri Abdullah (MAS) |

| 6. prosince 1996 19.00 |        |                            |                                                                                        |
| Čína                   | 0:2    | Uzbekistán                 | Tahnoun Bin Mohamed Stadium, Al Ain diváci: 3 000 rozhodčí: Abdul Rahman Al-Zeid (KSA) |
|                        | Report | Shkvyrin 78' Shatskikh 90' | Tahnoun Bin Mohamed Stadium, Al Ain diváci: 3 000 rozhodčí: Abdul Rahman Al-Zeid (KSA) |

| 9. prosince 1996 16.45               |        |            |                                                                                |
| Japonsko                             | 4:0    | Uzbekistán | Tahnoun Bin Mohamed Stadium, Al Ain diváci: 3 000 rozhodčí: Jalal Moradi (IRN) |
| Nanami 7' Miura 37' Maezono 86', 90' | Report |            | Tahnoun Bin Mohamed Stadium, Al Ain diváci: 3 000 rozhodčí: Jalal Moradi (IRN) |

| 9. prosince 1996 19.00 |        |                                        |                                                                                            |
| Sýrie                  | 0:3    | Čína                                   | Tahnoun Bin Mohamed Stadium, Al Ain diváci: 3 000 rozhodčí: Kim Young-Joo (Korea Republic) |
|                        | Report | Ma Mingyu 35' Gao Feng 49' Li Bing 73' | Tahnoun Bin Mohamed Stadium, Al Ain diváci: 3 000 rozhodčí: Kim Young-Joo (Korea Republic) |

| 12. prosince 1996 16.45 |        |      |                                                                                        |
| Japonsko                | 1:0    | Čína | Tahnoun Bin Mohamed Stadium, Al Ain diváci: 2 000 rozhodčí: Abdul Rahman Al-Zeid (KSA) |
| Soma 90'                | Report |      | Tahnoun Bin Mohamed Stadium, Al Ain diváci: 2 000 rozhodčí: Abdul Rahman Al-Zeid (KSA) |

| 12. prosince 1996 19.00 |        |                      |                                                                               |
| Uzbekistán              | 1:2    | Sýrie                | Tahnoun Bin Mohamed Stadium, Al Ain diváci: 2 000 rozhodčí: Ali Bujsaim (UAE) |
| Lebedev 53' (pen.)      | Report | Jokhadar 48' Dib 74' | Tahnoun Bin Mohamed Stadium, Al Ain diváci: 2 000 rozhodčí: Ali Bujsaim (UAE) |

### Žebříček týmů na třetích místech
| Tým         | B | Z | V | R | P | VG | IG | +/- |
| ----------- | - | - | - | - | - | -- | -- | --- |
| Irák        | 6 | 3 | 2 | 0 | 1 | 6  | 3  | +3  |
| Jižní Korea | 4 | 3 | 1 | 1 | 1 | 5  | 5  | 0   |
| Sýrie       | 3 | 3 | 1 | 0 | 2 | 3  | 6  | −3  |

## Play off

### Čtvrtfinále
| 15. prosince 1996 16.45 |              |      |                                                                                    |
| SAE                     | 1:0 (prodl.) | Irák | Sheikh Zayed Stadium, Abú Dhabí diváci: 50 000 rozhodčí: Gamal Al-Ghandour (Egypt) |
| Ab. Ibrahim 103'        | Report       |      | Sheikh Zayed Stadium, Abú Dhabí diváci: 50 000 rozhodčí: Gamal Al-Ghandour (Egypt) |

| 15. prosince 1996 19.30 |        |          |                                                                                    |
| Kuvajt                  | 2:0    | Japonsko | Tahnoun Bin Mohamed Stadium, Al Ain diváci: 2 000 rozhodčí: Pirom Un-Prasert (THA) |
| Al-Huwaidi 17', 54'     | Report |          | Tahnoun Bin Mohamed Stadium, Al Ain diváci: 2 000 rozhodčí: Pirom Un-Prasert (THA) |

| 16. prosince 1996 16.45           |        |                                                      |                                                                          |
| Jižní Korea                       | 2:6    | Írán                                                 | Al-Maktoum Stadium, Dubaj diváci: 19 000 rozhodčí: Jamal Al Sharif (SYR) |
| Kim Do-Hoon 11' Shin Tae-Yong 35' | Report | Bagheri 31' Azizi 52' Daei 66', 76', 83', 89' (pen.) | Al-Maktoum Stadium, Dubaj diváci: 19 000 rozhodčí: Jamal Al Sharif (SYR) |

| 16. prosince 1996 19.30                           |        |                                     |                                                                                   |
| Saúdská Arábie                                    | 4:3    | Čína                                | Sheikh Zayed Stadium, Abú Dhabí diváci: 5 000 rozhodčí: Mohd Nazri Abdullah (MAS) |
| Al-Thunayan 31', 65' Al-Jaber 34' Al-Mehallel 43' | Report | Zhang Enhua 6', 89' Peng Weiguo 16' | Sheikh Zayed Stadium, Abú Dhabí diváci: 5 000 rozhodčí: Mohd Nazri Abdullah (MAS) |

### Semifinále
| 19. prosince 1996 16.45 |        |        |                                                                                |
| SAE                     | 1:0    | Kuvajt | Sheikh Zayed Stadium, Abú Dhabí diváci: 55 000 rozhodčí: Masayoshi Okada (JPN) |
| Saeed 69'               | Report |        | Sheikh Zayed Stadium, Abú Dhabí diváci: 55 000 rozhodčí: Masayoshi Okada (JPN) |

| 19. prosince 1996 19.30 |              |                |                                                                                    |
| Írán                    | 0:0 (prodl.) | Saúdská Arábie | Sheikh Zayed Stadium, Abú Dhabí diváci: 35 000 rozhodčí: Gamal Al-Ghandour (Egypt) |
|                         | Report       |                | Sheikh Zayed Stadium, Abú Dhabí diváci: 35 000 rozhodčí: Gamal Al-Ghandour (Egypt) |

|                                                |     | Penaltový rozstřel                                        |  |
| Daei Peyrovani Yazdani Estili Bagheri Khakpour | 3:4 | Al-Temawi Sulaimani Zubromawi Al-Muwallid Al-Harbi Madani |  |

### O 3. místo
| 21. prosince 1996 16.45 |              |                |                                                                                         |
| Írán                    | 1:1 (prodl.) | Kuvajt         | Sheikh Zayed Stadium, Abú Dhabí diváci: 60 000 rozhodčí: Kim Young-Joo (Korea Republic) |
| Daei 40'                | Report       | Al-Huwaidi 15' | Sheikh Zayed Stadium, Abú Dhabí diváci: 60 000 rozhodčí: Kim Young-Joo (Korea Republic) |

|                                    |     | Penaltový rozstřel                                           |  |
| Moharrami Estili Peyrovani Bagheri | 3:2 | Bader Haji Bashar Abdullah Al-Lenqawi Abdulrahman Al-Huwaidi |  |

### Finále
| 21. prosince 1996 19.35 |              |                |                                                                                    |
| SAE                     | 0:0 (prodl.) | Saúdská Arábie | Sheikh Zayed Stadium, Abú Dhabí diváci: 60 000 rozhodčí: Mohd Nazri Abdullah (MAS) |
|                         | Report       |                | Sheikh Zayed Stadium, Abú Dhabí diváci: 60 000 rozhodčí: Mohd Nazri Abdullah (MAS) |

|                            |     | Penaltový rozstřel                                   |  |
| M. Ali Saleh K. Saad Saeed | 2:4 | Al-Thunayan Zubromawi Al-Harbi Al-Temawi Al-Muwallid |  |